# Al-Wihdastadion
Het Al-Wihdastadion is een multifunctioneel stadion in Zinjibar, een stad in Jemen. Het stadion wordt vooral gebruikt voor voetbalwedstrijden, de voetbalclub Hassan Abyan maakt gebruik van dit stadion. In het stadion is plaats voor 30.000 toeschouwers. Het stadion werd gebouwd in 2010.

## Golf Cup of Nations
In 2010 werd van dit stadion gebruik gemaakt voor de Golf Cup of Nations 2010, dat toernooi vond plaats in Jemen van 22 november 2010 tot en met 5 december 2010. In dit stadion waren 4 wedstrijden in de groepsfase van het toernooi. De andere wedstrijden op dit toernooi werden gespeeld in het 22 Meistadion .
| № | Datum            | Wedstrijd               | Uitslag | Golf Cup of Nations 2010 |
| - | ---------------- | ----------------------- | ------- | ------------------------ |
| 1 | 25 november 2010 | Saoedi-Arabië – Koeweit | 0 – 0   | Groepsfase               |
| 2 | 25 november 2010 | Qatar – Jemen           | 2 – 1   | Groepsfase               |
| 3 | 28 november 2010 | Jemen – Koeweit         | 0 – 3   | Groepsfase               |
| 4 | 29 november 2010 | Oman – Irak             | 0 – 0   | Groepsfase               |